# IC 70
IC 70 је спирална галаксија у сазвјежђу Кит која се налази на листи објеката дубоког неба у Индекс каталогу.
Деклинација објекта је + 0° 3' 5" а ректасцензија 1h 1m 3,9s. Привидна величина (магнитуда) објекта IC 70 износи 16,3 а фотографска магнитуда 17,1. IC 70 је још познат и под ознакама NPM1G -00.0031, PGC 173286.